# ビャクブ科
ビャクブ科（ビャクブか、Stemonaceae）は単子葉植物の科で、地下茎または球茎をもつ多年草からなり、つる性のものもある。3 - 4属、30種前後が東南アジアを中心に東アジアからオーストラリアまで、また北米の一部に分布する。
花は両性、子房上位で、花被片4個、雄蕊4個がある。ただしペンタステモナ属Pentastemonaでは各5個のため、独立のペンタステモナ科とする見解もあった。葉は葉柄があり、葉身は幅広い卵形から心形で数本の主脈がある。日本にはナベワリとヒメナベワリが自生し、ビャクブとタチビャクブが栽培される。
クロンキスト体系の分類ではユリ目に入れていたが、APG分類体系ではタコノキ目に入れる。

## 属
- Croomia ナベワリ属 - ナベワリ、ヒメナベワリ
- Stemona ビャクブ属 - ビャクブ、タチビャクブ
- Stichoneuron
- Pentastemona